# James Macpherson
James Macpherson (Ruthven, 27 ottobre 1736 – Belville, 17 febbraio 1796) è stato un poeta scozzese, conosciuto come il traduttore (in realtà autore) del "ciclo di Ossian", attribuito al leggendario bardo omonimo.

## Giovinezza
Macpherson nacque a Ruthven, nella parrocchia di Kingussie, Badenoch, Inverness-shire, Highland. Nel 1753, entra al King's College, Aberdeen, due anni dopo al Marischal College. Quindi passa un anno ad Edimburgo, ma si ignora se vi abbia studiato all'università. Afferma di aver scritto più di 4.000 versi da studente, ma solo una piccola parte è stata pubblicata, in particolare The Highlander (1758), opera che si dice l'autore abbia tentato successivamente di far scomparire.

## Raccolta di poesie gaelico-scozzesi
Uscito dall'università, rientra a Ruthven per insegnare a scuola. A Moffat incontra John Home, l'autore di Douglas, per il quale recitava a memoria alcuni versi in gaelico. Questi gli mostra anche manoscritti di poesia gaelica, che si presume abbia raccolto sulle montagne e nelle isole, e, incoraggiato da Home e da altri, traduce molti frammenti, che sono pubblicati ad Edimburgo nel 1760 in Fragments of Ancient Poetry collected in the Highlands of Scotland. Il dott. Hugh Blair, che fu un fermo credente dell'autenticità di queste poesie, si adoperò per permettere a Macpherson di proseguire le sue ricerche.
Durante l'autunno, visita l'ovest della contea di Inverness, le isole di Skye, North Uist, South Uist e Benbecula. Ottiene così vari manoscritti che traduce con l'assistenza del capitano Morrison e del reverendo A. Gallie. Più tardi, nello stesso anno, fa una spedizione verso l'isola di Mull, nella contea di Argyll, dove ottiene altri manoscritti.

## Ossian

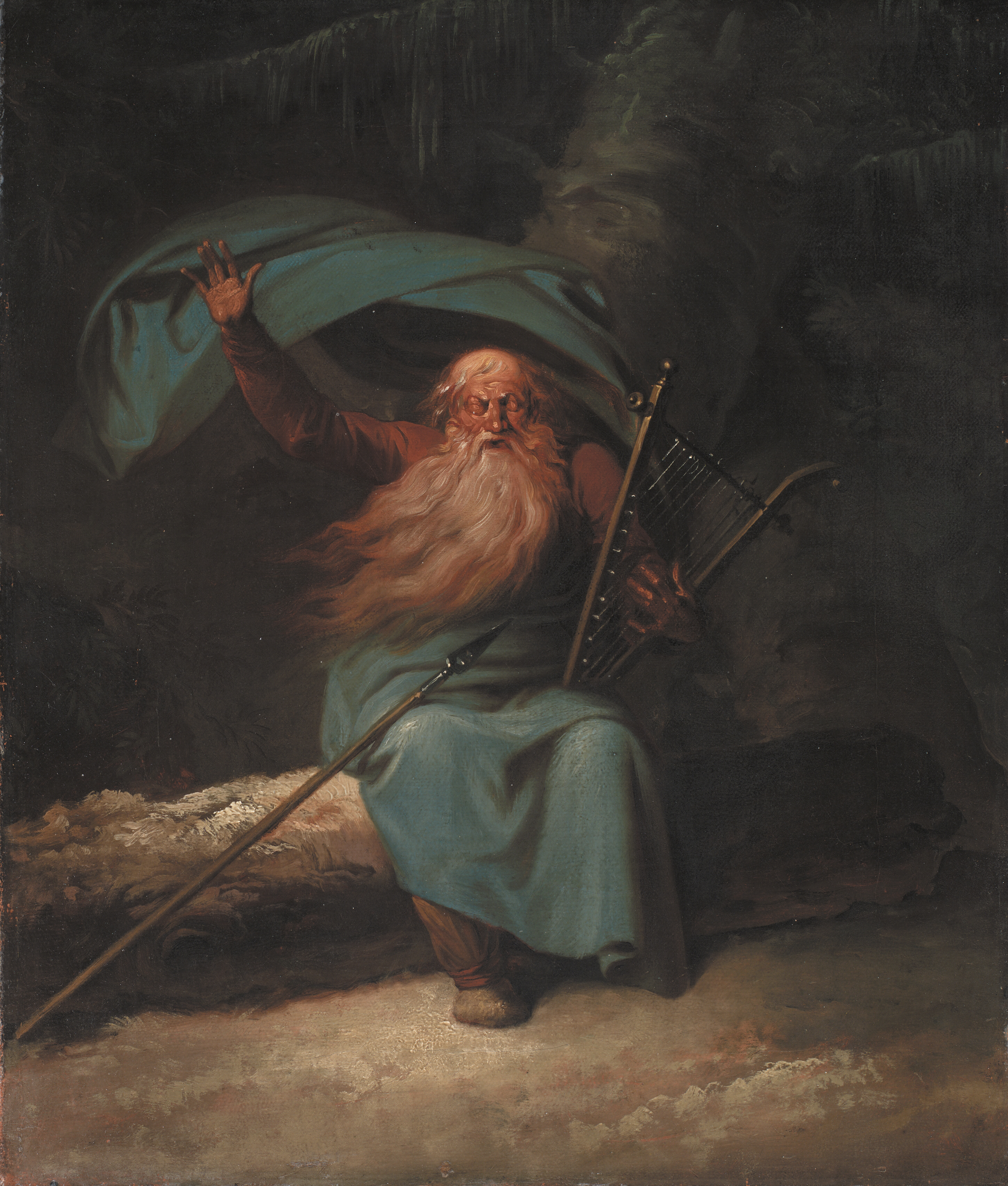
N. Abildgaard, Ossian, l'"Omero del nord"

Nel 1761, annuncia la scoperta di un'epopea sul tema di Fingal (legato nella mitologia irlandese al personaggio di Fionn mac Cumhaill) scritta da Ossian (basato sul figlio di Fionn, Oisín), e, in dicembre, pubblica Fingal, un antico poema epico in sei libri, come pure molte altre poesie composte da Ossian, il figlio di Fingal, traducendo dalla lingua gaelica, scritto in una prosa dai ritmi musicali di cui aveva già fatto uso nel volume precedente. Temora segue nel 1763, ed un'edizione completa dei lavori di Ossian sembra nel 1765. Il nome di Fingal, o Fionnghall significa "lo straniero bianco",; si è suggerito che il nome di Fingal sarebbe un derivato del nome che, in vecchio gaelico, rimanda a Finn).

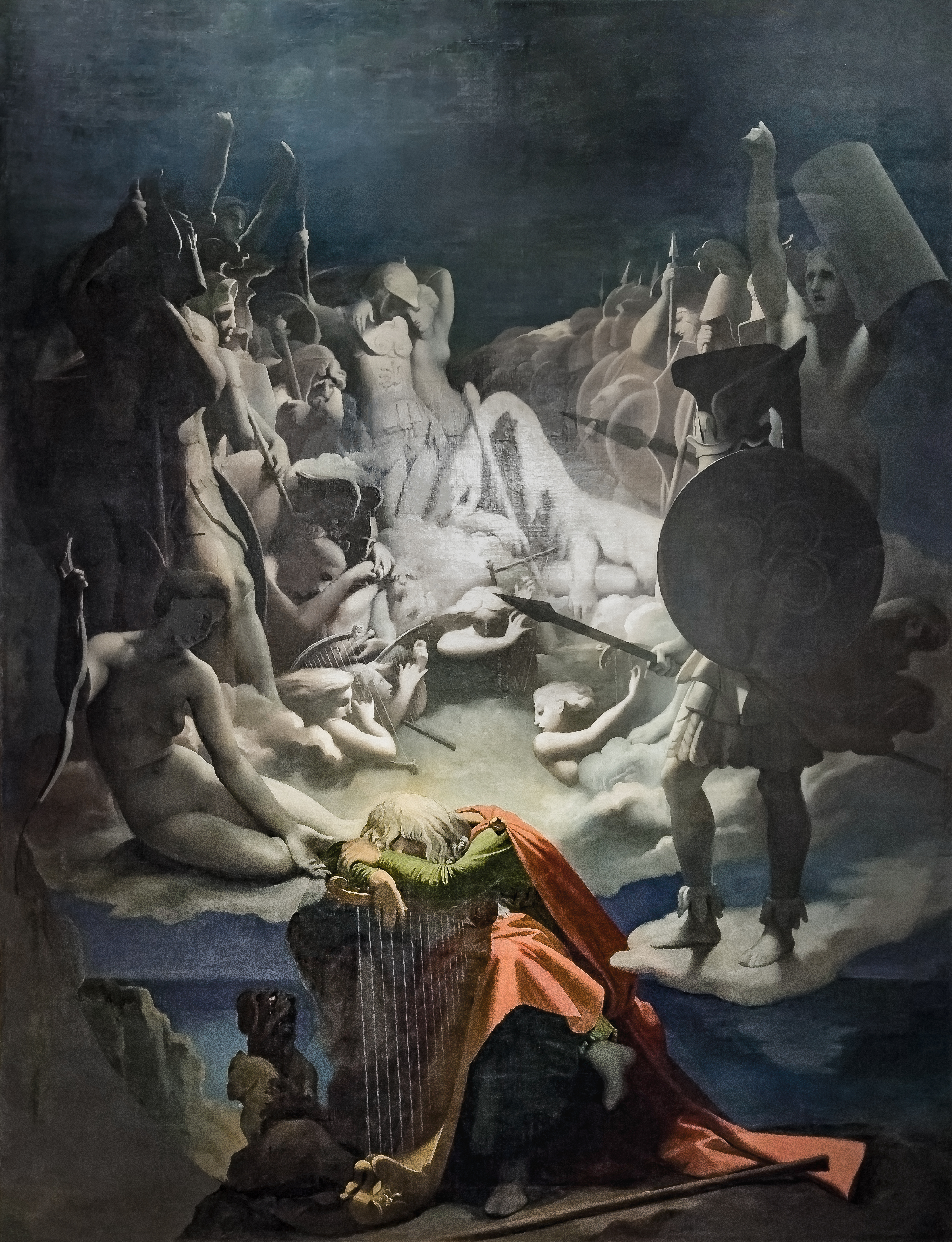
Jean-Auguste-Dominique Ingres, Il sogno di Ossian

L'autenticità di queste presunte traduzioni di opere di un bardo del III secolo è stata immediatamente messa in dubbio in Inghilterra, ed il dott. Samuel Johnson, dopo molte indagini locali, afferma (A Journey to the Western Islands of Scotland - 1775), che Macpherson ha trovato frammenti di vecchie poesie e storie, che ha organizzato in una raccolta di sua composizione. Macpherson non ha mai mostrato gli originali, che si è rifiutato di pubblicare a causa della spesa. I ricercatori moderni tendono a confermare le affermazioni di Johnson.
Il successo dei Canti di Ossian ridiede vigore all'identità nazionale scozzese, duramente repressa dagli inglesi dopo il fallimento dell'ultima insurrezione giacobita del 1745-46.

## Ultimi lavori
Continua a scrivere diversi lavori storici; i più importanti furono Original Papers, containing the Secret History of Great Britain from the Restoration to the Accession of the House of Hanover e Extracts from the Life of James II (1775). Riceve un salario per difendere la politica del governo di Lord North. Entra alla Camera dei Comuni nel 1780, come Deputato di Camelford, e vi partecipa fino alla sua morte. Nei suoi ultimi anni, compera una tenuta, alla quale dà il nome di Belville, nella sua contea natale di Inverness, dove muore nel 1796.